# La battaglia di Elderbush Gulch
La battaglia di Elderbush Gulch, noto anche come La battaglia a Elderbush Gulch (The Battle at Elderbush Gulch) è un cortometraggio muto del 1913 diretto da David Wark Griffith.
Si tratta di uno dei circa 30 cortometraggi diretti da David W. Griffith che hanno per soggetto l'esperienza dei nativi americani degli Stati Uniti d'America. Qui il tema trattato è quello dei conflitti tra bianchi e nativi. Il culmine dell'azione è dato dall'attacco indiano contro i coloni, salvati solo all'ultimo minuto dall'arrivo dell'esercito.

## Trama
Sally e la sorellina, rimaste orfane, sono mandate a vivere dal loro zio nell'ovest. Oltre ai bagagli, le due sorelline recano con loro anche due cagnolini. Sulla diligenza che le porta all'ovest, vi è anche Melissa insieme al marito e al suo neonato. Arrivate a destinazione, lo zio, con i suoi uomini, accoglie con amore le bambine ma dice loro che i cani non possono stare in casa. Così, i cuccioli, lasciati all'interno di una cesta all'aperto, scappano. Sally, preoccupata, va a cercarli e, seguendo le loro tracce, s'imbatte in due indiani che avevano catturato i cuccioli per nutrirsene. Fortunatamente, lo zio con i suoi cowboy arriva in tempo  e, nel combattimento che ne segue, uno degli indiani, il figlio del capo, è ucciso. Gli indiani, allora, si preparano ad attaccare i coloni per vendicarsi. Nel frattempo, Sally persuade, piangendo, uno degli uomini dello zio a costruire una porta segreta nella loro stanza in modo da poter portare di nascosto i cuccioli all'interno durante la notte. Il giorno dopo, numerosi indiani attaccano i coloni che trovano riparo presso la casa dello zio di Sally. Nella mischia, il bambino viene catturato dagli indiani. Mentre la costruzione occupata dai coloni viene assediata dagli indiani, un giovane messicano parte a cavallo per avvisare l'esercito.  All'interno, Melissa è disperata perché non ha più  con sé il bambino ed allora Sally, uscendo dalla casa attraverso la porta segreta, riesce a prendere, pur nell'infuriare della battaglia, il bambino dalle braccia di un indiano morto e a metterlo al sicuro dentro una cassapanca. Le truppe regolari, avvisate dal giovane, arrivano in tempo a salvare i coloni, ormai a corto di munizioni e proprio quando gli indiani stanno per penetrare nel rifugio. Gli indiani vengono in fretta dispersi ma Melissa non si dà pace per la scomparsa del suo bambino. Proprio in quel momento, Sally esce dal suo nascondiglio, dove si era rifugiata con la sorellina ed i cuccioli, con in braccio il bambino e lo consegna alla madre, rendendola felice. Alla fine, lo zio condede a Sally di tenere in casa i cagnolini.

## Produzione
Prodotto dalla Biograph Company, il film fu girato a San Fernando (California).

## Distribuzione
Il film - un cortometraggio in due bobine - uscì nelle sale cinematografiche statunitensi il 28 marzo 1914, distribuito dalla General Film Company. Il film fu riedito con un nuovo titolo da M.G. Cohn e J.F. Natteford, presentato da Nathan Hirsh e distribuito dalla Aywon Film Corporation.
Il film è ancora esistente in una copia positiva a 35 mm. È stato masterizzato e presentato in DVD in varie versioni: nel settembre 2002, distribuito dalla Image Entertainment nell'antologia D.W. Griffith: Years of Discovery (1908-1914) con altri titoli per un totale di 334 minuti. Nel dicembre dello stesso anno, è uscita un'altra antologia, Griffith Masterworks: Biograph Shorts (1908-1914), distribuita in NTSC dalla Kino International. Ambedue le versioni in DVD hanno l'accompagnamento musicale all'organo di Gaylord Carter.
Nel 2003, VCI Entertainment distribuisce un DVD dal titolo The Great Train Robbery 100th Anniversary Special Edition (1903-1925), comprendente The Battle at Elderbush Gulch, The Great Train Robbery, The Heart of Texas Ryan e Tumbleweeds.